# Elacatinus zebrellus
Elacatinus zebrellus är en fiskart som först beskrevs av Robins, 1958.  Elacatinus zebrellus ingår i släktet Elacatinus och familjen smörbultsfiskar. Inga underarter finns listade i Catalogue of Life.